# Cmentarz wojenny nr 150 – Chojnik
Cmentarz wojenny nr 150 – Chojnik – zabytkowy cmentarz z I wojny światowej znajdujący się we wsi Chojnik w powiecie tarnowskim, w gminie Gromnik. Jeden z ponad 400 zachodniogalicyjskich cmentarzy wojennych zbudowanych przez Oddział Grobów Wojennych C. i K. Komendantury Wojskowej w Krakowie. W VI okręgu tarnowskim cmentarzy tych jest 63.

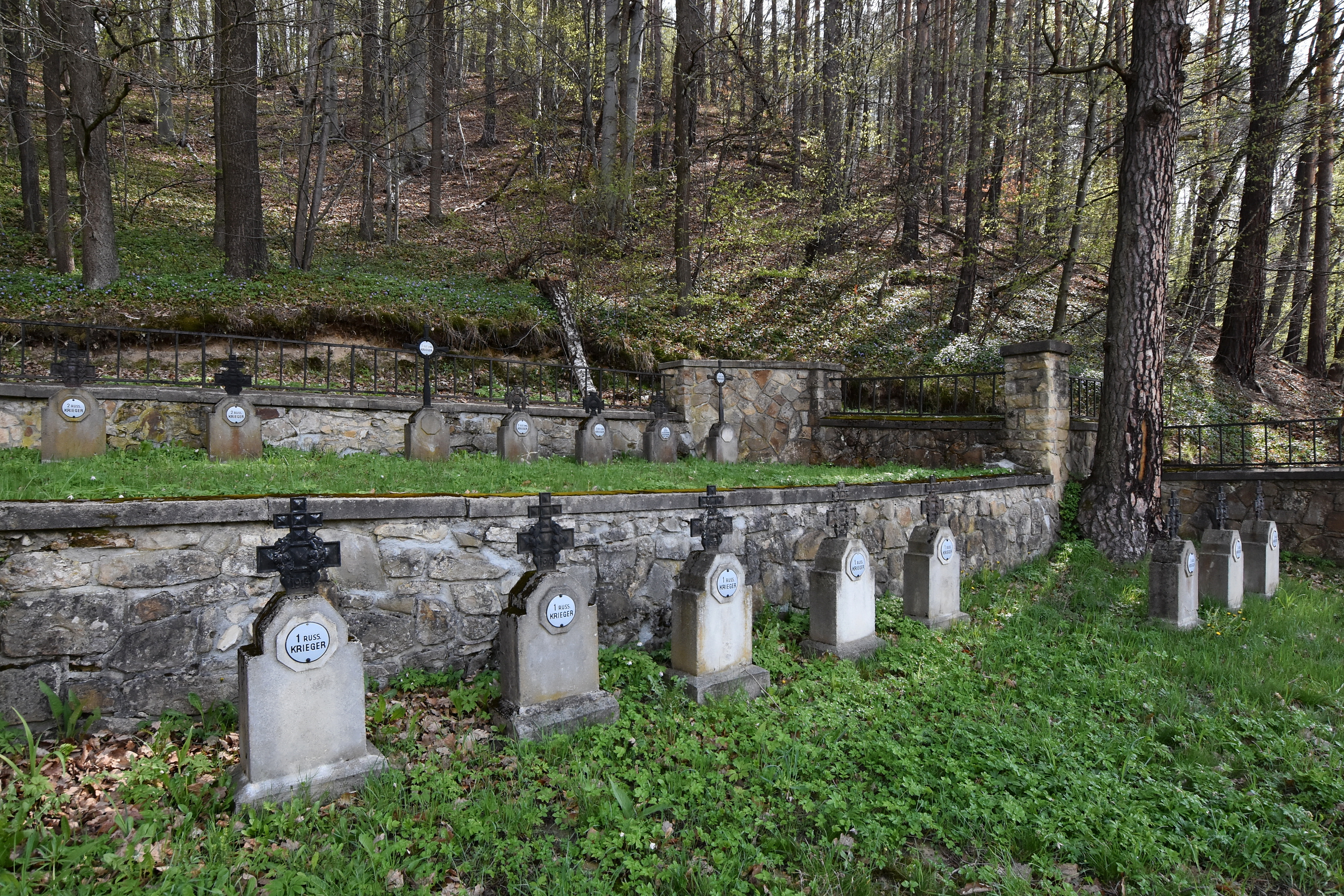
Dwupoziomowy układ cmentarza

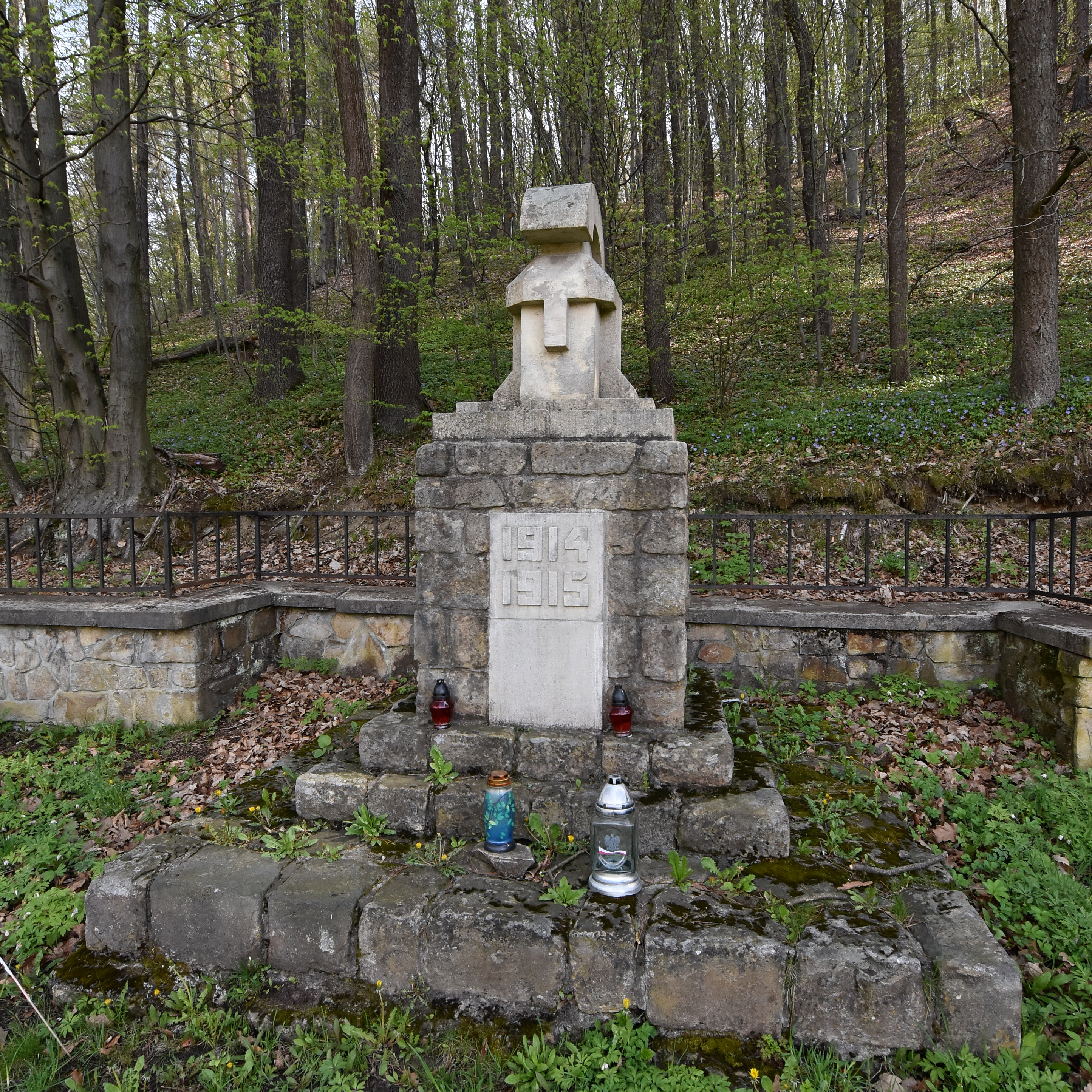
Pomnik centralny

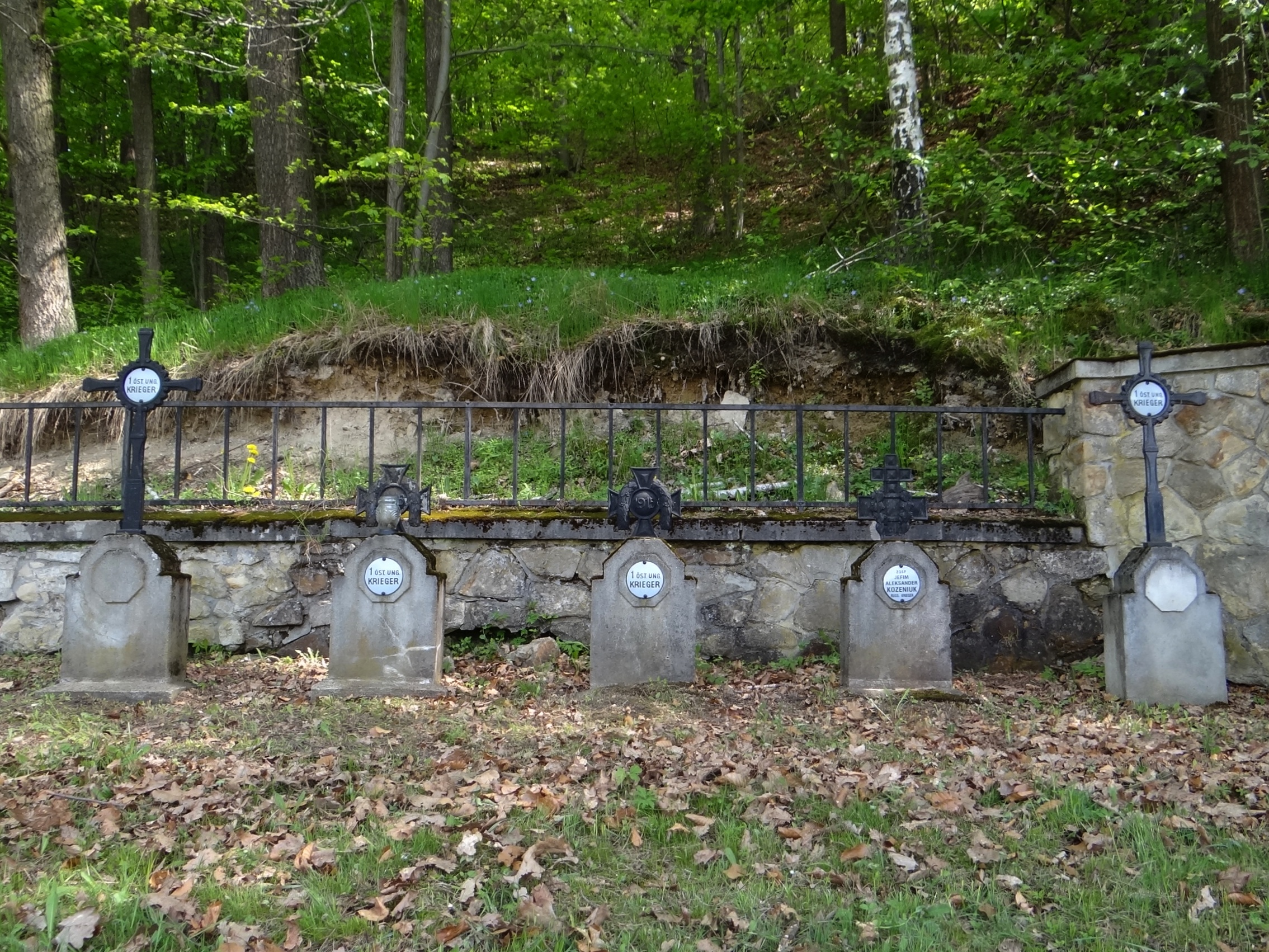
Nagrobki

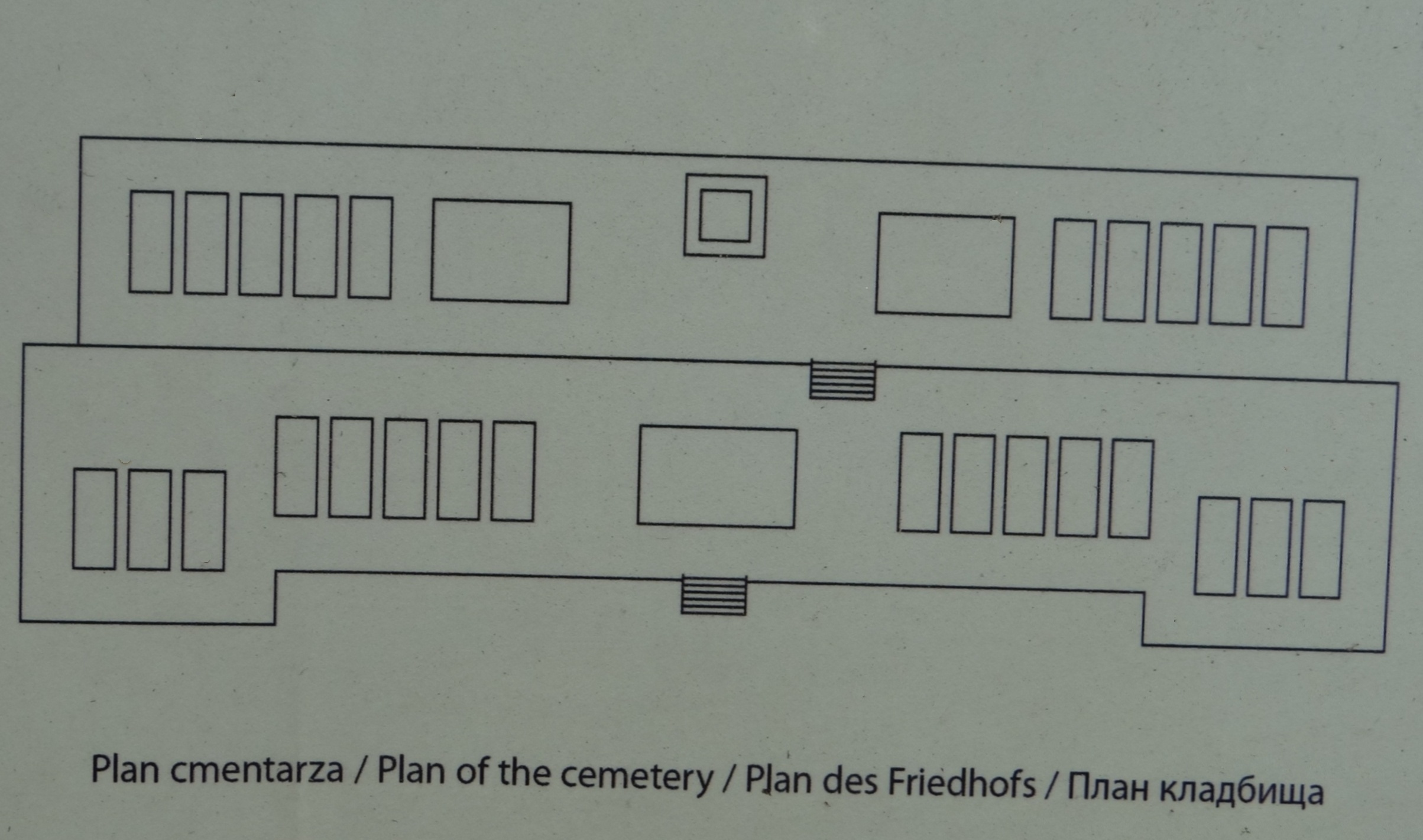
Plan cmentarza

## Opis cmentarza
Cmentarz znajduje się bezpośrednio przy drodze nr 977 Grybów – Tarnów, na stoku wznoszącym się po jej północno-wschodniej stronie. Ma kształt prostokąta o powierzchni około 265 m². Jest dwupoziomowy, w środku ogrodzenia od strony drogi znajduje się metalowa bramka oraz schody na pierwszy poziom cmentarza. Obecnie schodki rozpoczynają się w rowie drogowym, a poziom współczesnej drogi jest na równi z pierwszym poziomem cmentarza. Otoczony jest z 4 stron ogrodzeniem. Na drugi poziom cmentarza prowadzą dwa ciągi schodów, przesunięte na obie strony względem osi cmentarza. Prowadzą one do pomnika – stylizowanego antycznego hełmu na solidnym kamiennym podeście, na którym znajduje się tablica z takiego samego kamienia, z jakiego wykonano rzeźbę hełmu z napisem „1914 – 1915”.
Nagrobki wykonano w formie betonowych steli o trapezowym przekroju. Zwieńczone są krzyżami, których jest kilka rodzajów:
- żeliwne krzyże maltańskie z motywem wieńca laurowego,
- żeliwne krzyże łacińskie z okrągłą tarczą na przecięciu ramion,
- małe, żeliwne krzyże lotaryńskie.

## Polegli
Na cmentarzu pochowano 40 żołnierzy w 3 grobach zbiorowych oraz 26 pojedynczych, w tym:
- 27 z armii austro-węgierskiej,
- 13 z armii rosyjskiej.

Zidentyfikowano tylko jednego z nich – kaprala Jefima Aleksandra Kozeniuka z armii rosyjskiej. Żołnierze ci polegli w maju 1915 roku podczas wielkiej ofensywy sprzymierzonych wojsk austriacko-węgierskich i niemieckich zwanej bitwą pod Gorlicami. Była to zwycięska dla Austriaków i ich sojuszników ofensywa, po której wypędzili oni Rosjan daleko na wschód.

## Losy cmentarza
Po II wojnie światowej nie dbano o cmentarze z I wojny i ulegały one w naturalny sposób niszczeniu przez czynniki pogody i roślinność. Dopiero od lat 90. zaczęto je odnawiać. Cmentarz nr 150 poddany został kapitalnemu remontowi i w 2015 r. jest w bardzo dobrym stanie. Nie tylko uporządkowano teren, ale także odremontowano mury, pomniki, uzupełniono uszkodzone tabliczki z napisami, wykonano z tyłu za cmentarzem betonowe odwodnienie zapobiegające zalewaniu cmentarza przez wody po większych opadach. Ze względu na walory estetyczne i bliskości drogi cmentarz ten włączony został w sieć międzypowiatowych, a nawet międzynarodowych szlaków cmentarzy wojennych.